# 斯塔德尼亞 (波爾塔瓦州)
49°58′25″N 33°14′22″E / 49.97361°N 33.23944°E
斯塔德尼亞（烏克蘭語：Стадня），是烏克蘭的村落，位於該國中部波爾塔瓦州，由盧布尼區負責管轄，距離斯維奇基夫卡1公里，海拔高度141米，2001年該村落人口274。